# Коцтикау
Коцтикау (осет. Коцтыхъæу), ранее Квернет (осет. Къуернет, груз. კვერნეთი — Квернети) — село на западе Цхинвальского района Южной Осетии; согласно юрисдикции Грузии — в Горийском муниципалитете.

## География
Расположено к северо-западу от Цхинвала и в 0,5 км к юго-востоку от села Донбын.

## Население
Село населено этническими осетинами. В 1987 году — 40 человек.

## Топографические карты
- Лист карты K-38-64 Цхинвали. Масштаб: 1 : 100 000. Состояние местности на 1987 год. Издание 1989 г.